# Дения (таифа)
Дения (на арабски: دانية) е таифа в югоизточната част на Пиренейския полуостров и Балеарските острови с център град Дения, съществувала с продължително прекъсване между 1010 и 1227 година.
Държавата възниква през 1010 година с разпадането на Кордовския халифат, но през 1060 година попада под властта на таифата Сарагоса, а след това е част от Тортоса (1081 – 1092) и Мароко (1092 – 1224). За кратко възстановява самостоятелността си, но през 1227 е окончателно присъединена към Арагон.